# Vieux han à Kremna
L'ancien han de Kremna (en serbe cyrillique : Стари хан ; en serbe latin : Stari han) est un ancien caravansérail situé à Kremna, près d'Užice, dans le sud-ouest de la Serbie. Il a été construit dans la première moitié du XIXe siècle et figure sur la liste des monuments culturels d'importance exceptionnelle du pays (identifiant no SK 515).

## Histoire
Le han de Kremna a été construit dans les premières décennies du XIXe siècle et appartenait à la famille Moljković, venue d'Herzégovine. À cette époque, il se trouvait sur la route commerciale reliant Užice à Višegrad, l'un des axes majeurs entre la Bosnie et la Serbie.

## Description
Le bâtiment est construit sur un terrain en pente, sur un plan rectangulaire, et dispose d'un entrepôt en pierre situé dans la partie inférieure de l'édifice ; à l'étage se trouvent les chambres destinées à l'hébergement des voyageurs. À l'opposé du hall d'entrée, le bâtiment est doté dune partie saillante en encorbellement, typique de l'architecture balkanique. Le toit à quatre pans est recouvert de bardeaux. 